# 舩田善之
舩田善之，日本歷史學家，現為日本九州大學大學院人文科學研究院講師，主要研究領域為蒙元歷史。他於1996年慶應義塾大學獲得經濟學學士學位，在2001年4月至2003年3月間留學於北京語言文化大學、中國社會科學院研究生院歷史系以及中國社會科學院歷史研究所，在2006年獲得早稻田大學文學博士學位。
舩田善之與中國歷史學界交流頻繁，曾經多次在中國進行學術交流活動。

## 學術交流
2004年12月24日至28日，舩田善之於內蒙古大學蒙古學研究中心和日本早稻田大學之間的合作項目《黑城文獻釋讀研究》的第三次共同研究工作中擔當日方其中一名研究人員，經過多名學者的釋讀，基本完成了黑城出土畏兀體蒙古文和八思巴文獻的解讀工作。
2009年7月29日至30日，北京市社會科學院、中國元史研究會、中國古都學會、北京市文史研究館、北京史研究會聯合在北京市舉辦「紀念元大都」國際學術研討會，主要圍繞元大都的政治、經濟、城市建設、宗教、祭祀文化及人物活動等相關議題進行專題討論和交流，有一百多名來自日本、美國、韓國和中國大陸、台灣、香港的學者出席會議，並總共提交了70餘篇論文。舩田善之以《元大都及其周邊交易的實際情況：以舊本〈老乞大〉所見交鈔付款為中心》一文通過對舊本《老乞大》中至元鈔和中統鈔的折合、商人對交鈔真假和質量的辨別的記載，論述了元大都街市交易中交付貨款的具體情況。
2014年7月23日至25日，中國社會科學院語言所和湖北大學文學院共同舉辦《元白話與近代漢語研究（2014）》國際學術研討會，與會專家學者從語音、詞彙、語法等方面圍繞元白話（指元代文獻中在詞彙語法上呈現蒙古語特徵的資料）與近代漢語進行探討，當中對有關“蒙文直譯體”的議題成為了研討會的焦點，舩田善之表示，「『蒙文直譯體』主要是指為將蒙古語的命令文翻譯為漢語而採用的翻譯文體。該文體的特殊之處在於，它在一定程度上保留了蒙古語句法構造的同時，還使用了當時的漢語口語詞彙。可以說，這種翻譯文體起到了連結『蒙古語世界』同『漢語世界』的橋樑作用，也反映出元代漢語世界的多元性特徵。」他亦認為，考察“蒙文直譯體”的產生背景、翻譯方式及其波及的效果，可成為研究國家政策與社會語言的關係史、語言社會史等方面難得的起始點。
2016年3月19日，西华师范大学特邀舩田善之獲前往擔任講壇主講人。該次講座主要以《蒙古帝國的世界戰略與軍事戰略》為主題進行論述。舩田善之介紹了日本長崎縣鷹島水下遺址的新發現，然後圍繞蒙古帝國史中蒙日戰爭的位置，分析了文永之役和弘安之役，綜合探討蒙古帝國的戰略和宋蒙戰爭等問題，並且講解蒙古帝國的世界戰略。

## 研究所得

### 元代制度
舩田善之是近年學術界裡環繞四等人制與用人政策產生了一些反思的學者之一，他在《色目人与元代制度、社会―重新探讨蒙古、色目、汉人、南人划分的位置》一文中指出：
- 「色目人」是漢語詞匯，在同時期的蒙古語及其他非漢語史料中找不到相當於色目人的詞匯或概念，在蒙古史料中可見到畏吾爾、欽察等各個民族及部族名，但還未見到把這些廣泛的諸族總括起來的記述；
- 元代許多高級官吏都由蒙古人、色目人充當，這不是四等而是「根腳（社會出身）」的反映。史料記述元朝的長官應是由蒙古人擔任，但都不能說明色目人的地位比漢人和南人高；
- 色目與漢人、南人的任官差別只是一種集團主義（collectivism）的用人方法罷了。